# Pedro Soares dos Santos
Pedro Soares dos Santos (ur. 1960) – portugalski przedsiębiorca, prezes firmy Jerónimo Martins, właściciela sieci Biedronka i Hebe.

## Życiorys
Swą karierę zawodową w grupie Jerónimo Martins rozpoczął w 1983 na stanowisku asystenta zakupów w portugalskich marketach Pingo Doce, stopniowo przejmując kolejne stanowiska aż do przejęcia funkcji szefa operacyjnego w Polsce i w Brazylii (1999), a od 2001 szefa grupy dystrybucji w Portugalii. W 2013 przejął po ojcu kierownictwo nad grupą Jerónimo Martins.  

## Nagrody i wyróżnienia
- 2015 Krzyż Kawalerski Orderu Zasługi Rzeczypospolitej Polskiej za „wkład w rozwój gospodarczy Polski, tworzenie miejsc pracy, zaangażowanie firmy w działalność społeczną i charytatywną oraz znaczący wkład w rozwój stosunków handlowych między Polską a Portugalią”[4].